# Graecina (cràter)
Graecina és un cràter amb coordenades planetocèntriques de -36.11 ° de latitud nord i 238.59 ° de longitud est, sobre la superfície de l'asteroide del cinturó principal (4) Vesta. Fa 11.93 km de diàmetre. El nom adoptat com a oficial per la UAI el 30 de setembre de 2011. i fa referència a Pompònia Grecina, noble romana, casada amb Aulus Plauci governador romà de Britànnia.